# Samsigéramo II
Samsigéramo II (em latim: Samsigeramus; em grego: Σαμσίγεραμος; romaniz.: Samsígeramos) ou Sampsicéramo II (Sampsiceramus; Σαμψικέραμος, Sampsikéramos; m. 47/8) foi o quinto rei (filarco) do Reino de Emesa de 14 até 47/8.

## Nome
Samsigéramo (Samsigeramus; Σαμσίγεραμος, Samsígeramos) é um nome teofórico de origem aramaica ou árabe, derivado de Xamexiguerame (𐡔𐡌𐡔𐡂𐡓𐡌, Šamšigeram). Esse nome significa "Xamexe (Sol) estabeleceu" ou "Xamexe decidiu". Estrabão registrou a variante Sampsicéramo (Sampsiceramus; Σαμψικέραμος, Sampsikéramos).

## Vida

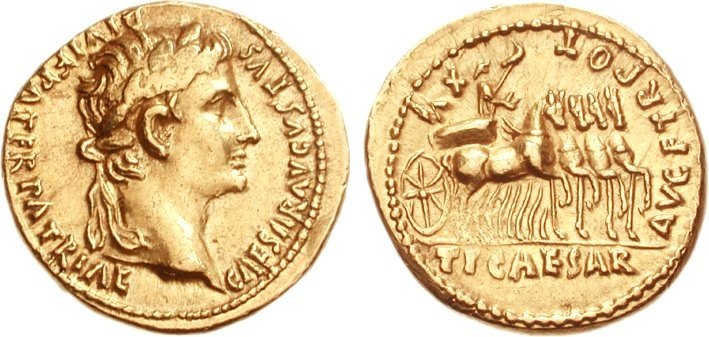
Áureo de Augusto

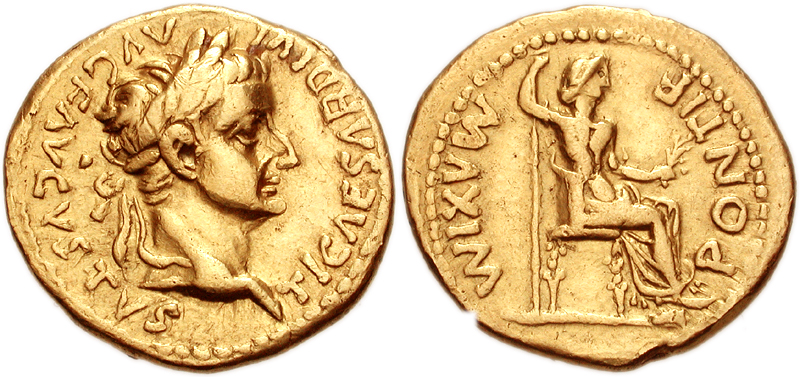
Áureo de Tibério r.

Samsigéramo nasceu em algum momento no final do século I a.C.. Sua ancestralidade é contestada e está sujeita a reconstruções distintas. Barbara Levick propôs que era filho de Jâmblico  (r. 20 a.C.–14 d.C.), o neto de Samsigéramo I, fundador do Reino de Emesa. Por sua vez, Warwick Ball propôs que era filho de Soemo, um nobre emeseno que governou em Cálcis (atual Anjar) no tempo de Jâmblico II e que deve ser um descendente do homônimo ativo sob Jâmblico I. Isso o colocaria numa linhagem diferente de sua dinastia. Seja como for, é sabido que Samsigéramo se casou em data incerta com Jotapa, uma nobre descendente da família reinante de Atropatena, e com ela gerou quatro filhos: Caio Júlio Soemo; Jotapa, que se casou com Aristóbulo Menor; Azizo, que se casou com Drusila; e Júlia Mameia, que se casou com Polemão II (r. 38–62) do Reino do Ponto.
Samsigéramo sucedeu Jâmblico em 14. Seu antecessor foi instalado em 20 a.C. por Augusto (r. 27 a.C.–14 d.C.) e foi agraciado com a cidadania romana, que Samsigéramo e seus sucessores compartilharam. Nesse ponto, o vale do Beca e Heliópolis (atual Balbeque), os centros de poder do ramo emeseno de Soemo, o suposto pai de Samsigéramo, foram controlados diretamente por Emesa, o que justifica a menção dele numa inscrição latina de Heliópolis junto de seu filho Soemo. Nela, foram estilizados como grão-reis (reges magni), à moda dos iranianos. Samsigéramo também foi citado ao lado do general Germânico numa inscrição de 18/9 do Templo de Bel em Palmira, na qual aparece como grão-rei. Essa atestação reforça a estreita relação entre Emesa e Palmira, com Samsigéramo como intermediário entre as autoridades do Império Romano e os palmirenos. Esse papel é confirmado quando atuou, em 32, como emissário de Tibério (r. 14–37) para Palmira. No final de seu reinado, concedeu o controle de Cálcis a Herodes (r. ?–48), filho de Aristóbulo IV, e então Herodes Agripa II (r. 48–53). Em 42/3, compareceu no encontro de reis convocado por Herodes Agripa I (r. 41–44) em Tiberíades, na Galileia, onde estiveram presentes Herodes de Cálcis, Polemão II do Ponto, Cótis IX (r. 38–47) da Armênia Menor e Antíoco IV (r. 38–72) de Comagena. Samsigéramo foi sucedido por seu filho Azizo em 47/8.